# Sam Wannering
Åke Samuel (Sam) Wannering, född 24 augusti 1908 i Karlstad, död där 9 januari 2000, var en svensk målare och keramiker.
Han var son till målarmästaren Gustav Adolf Carlsson och Lisa Tranberg, och gift med Bertha Theresia Sandberg (1904–1985).
Wannering studerade först konst för Olof W. Nilsson i Karlstad därefter fortsatte han vid Tekniska skolan i Stockholm 1937–1938 och vid Edvin Ollers målarskola 1938. Han har genomfört studieresor till Danmark 1959 och Norge 1960. Han har medverkat i Värmlands konstförenings utställningar.
Hans konst består av skiftande motiv i olja och pastell samt skulpturer i keramik.